# Skrikusbådan
Skrikusbådan är en ö i Finland. Den ligger i Norra kvarken och i kommunen Vasa i den ekonomiska regionen  Vasa i landskapet Österbotten, i den västra delen av landet. Ön ligger omkring 17 kilometer väster om Vasa och omkring 370 kilometer nordväst om Helsingfors.
Öns area är 3,5 hektar och dess största längd är 320 meter i nord-sydlig riktning. Närmaste större samhälle är Vasa, 15,6 km öster om Skrikusbådan.